# Pòrtic de la Glòria

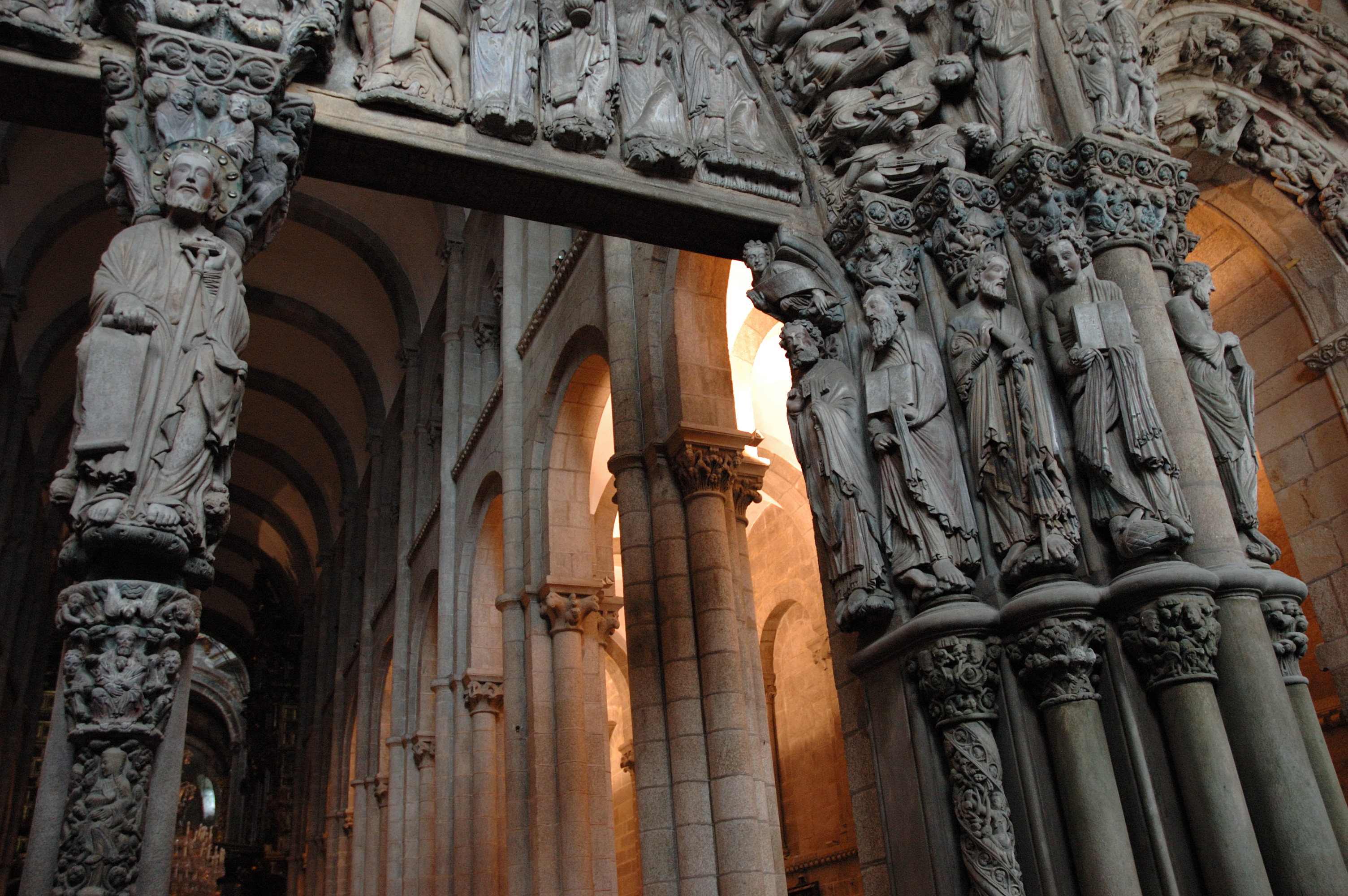
Pòrtic de la Glòria vist des de baix

El Pòrtic de la Glòria de la Catedral de Santiago de Compostel·la és un pòrtic romànic  realitzat pel Mestre Mateo i el seu taller encarregat pel rei de Galícia i Lleó Ferran II, entre 1168 i 1188. La primera data es registra en el document signat per Ferran II el 23 de febrer de 1168, en el qual dona Mateo un sou per a tota la vida de dos marcs de plata per any pel seu treball en la construcció de la basílica de Sant Jaume (document conservat al Museu de la Catedral). La segona data s'ha registrat a la llinda com a indicació de la seva finalització.
Per a sostenir el porxo, el mestre Mateo va dissenyar una cripta nova que salva el desnivell entre el pis de les naus i el de la plaça de l'església, avui Praza do Obradoiro.
L'1 abril de 1188 van col·locar les llindes del pòrtic com s'indica en el registre esmentat. No obstant això, la finalització del conjunt es va retardar fins a l'any 1211 en què el temple va ser consagrat en presència del rei Alfons IX.
El pòrtic actual no és realment el resultat de l'obra del Mestre Mateo, ja que algunes de les seves figures van ser retirades per construir l'actual façana de la Catedral ("do Obradoiro") al segle xviii i es conserven al Museu Catedralici. Tampoc és un treball íntegrament seu, ja que els experts distingeixen la mà de quatre escultors diferents, almenys.
L'obra original va ser policromada, com era habitual en la imatgeria religiosa del romànic, pintat de blanc, negre, vermell, blau i pa d'or, i estan documentades diverses restauracions de la pintura als segles XV i XVI, així com una que va realitzar Crispín de Evelino el 1651, any en què realitzà els braços, les cames i les galtes dels sants de 130 ducats. Amb el temps, aquesta policromia va desaparèixer gairebé per complet fins a quedar reduïda a trossos escampats en diferents figures. Els diversos treballs de restauració a què ha estat sotmès el pòrtic, realitzada sobretot a partir de 2009, va descobrir pintures afegides després de la seva creació, així com aquelles àrees on la pintura era l'original, però que estaven completament ocultes per l'acumulació de pols.
La pèrdua de pintura s'ha atribuït als treballs realitzats el 1866 per l'italià Domenico Brucciani encarregats pel Museu Britànic per a fer una còpia en guix de l'obra, una operació que va malmetre unes pintures que havien resistit durant segles. No sembla, però, que aquesta fos la causa (o, si més no, no va ser significativa), ni tampoc hi ha res a la documentació de l'època que justifiqui aquesta teoria, i sembla més probable que la pèrdua de la pintura es degui als efectes combinats de la humitat, esmicolament de la superfície de la pedra i l'acumulació de pols en les figures. Des de l'any 2006 s'ha posat en marxa un projecte de restauració per conservar part de la seva policromia espatllada.

## Estructura arquitectònica
L'estructura arquitectònica del porxo se superposa en tres plantes: una cripta que simbolitza el món terrenal, el portal en si, que era la porta d'entrada a la catedral occidental i va romandre oberta a l'exterior durant l'edat mitjana i que representava a Jerusalem celestial i l'última planta era la tribuna, que a través de rosasses feien possible la il·luminació tot el dia, en representació de l'elevació de l'ésser humà o diví.
L'escultura té com a objectiu ser una representació de la ciutat celestial, utilitzant la iconografia de diferents símbols presos de l'Apocalipsi de Sant Joan i altres textos de l'Antic Testament. Altres teories (com el professor Serafín Moralejo) expliquen les figures i la seva disposició com una representació en pedra de l'''Ordo Prophetarumun'', una obra de tipus religiós del segle xii en la qual Sant Agustí crida els profetes per lloar Déu i maleir als Jueus
Es compon de tres arcs que corresponen a cadascuna de les tres naus de l'església, recolzats per gruixuts pilars amb columnes adossades. L'arc central és el més gran (el doble que els laterals), és l'únic que té timpà i està dividit per una columna central o mainell, amb la figura de Santiago.
Verticalment, la franja inferior és de planta de creu llatina i està formada per les bases de les columnes, decorades amb animals fantàstics; la zona central consta de columnes que sostenen les estàtues dels apòstols unifamiliars; i la part superior formada pels arcs que coronen les tres portes.

### Pòrtic de la Glòria

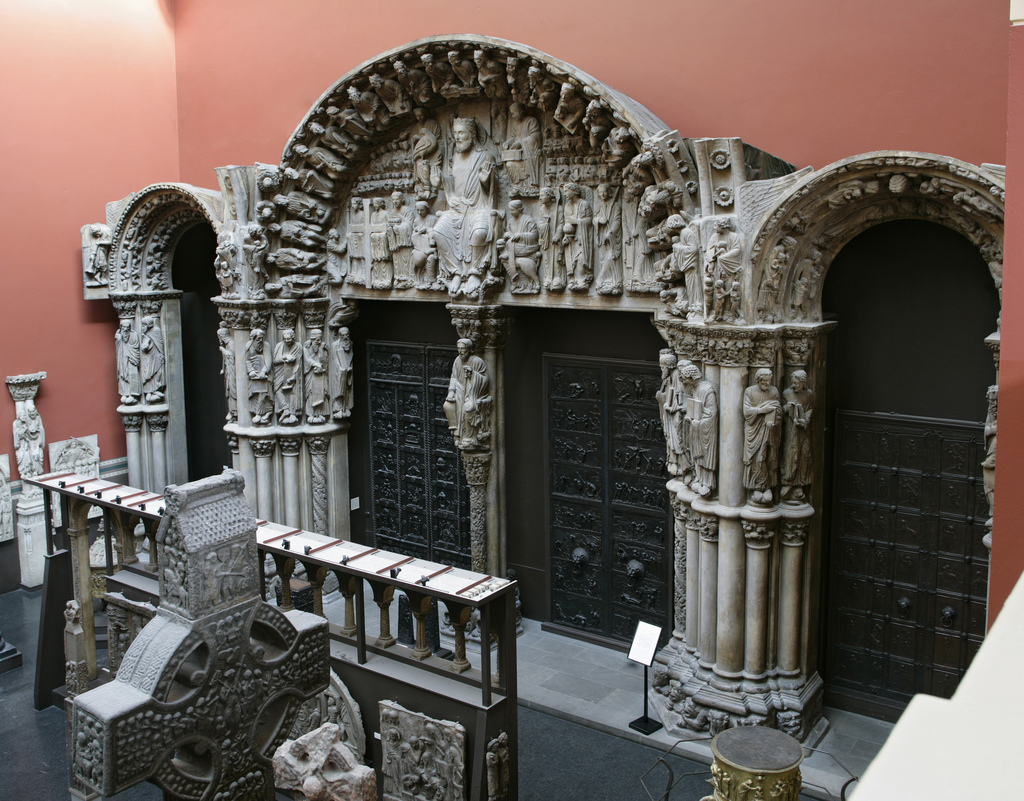
Maqueta del pòrtic de la Glòria al Victoria and Albert Museum de Londres

El pòrtic de la Glòria de la catedral de Santiago de Compostel·la és un pòrtic d'estil romànic realitzat pel Maestro Mateo i el seu taller per encàrrec del rei Ferran II de Lleó, qui va donar per això cent morabatins anuals, entre 1168 i 1188, data aquesta última que consta inscrita en la pedra com de la seva finalització. L'1 d'abril de 1188 es van col·locar les llindes del pòrtic i la conclusió del conjunt es va demorar fins a l'any 1211, en què es va consagrar el temple amb la presència del rei Alfons IX de Lleó.
El pòrtic es divideix en tres arcs de mig punt que es corresponen amb cada una de les tres naus de l'església, sostinguts per gruixuts pilars amb columnes adossades. L'arc central és el més gran (el doble que cada un dels laterals), és l'únic que posseeix timpà i està dividit per una columna central, el mainell, amb la figura de Sant Jaume. Verticalment, la franja inferior està formada per les bases de les columnes, decorades amb animals fantàstics; la franja mitjana està formada per columnes que sustenten les estàtues adossades dels apòstols; i la superior pels arcs que coronen les tres portes. El conjunt escultòric pretén ser una representació iconogràfica de diferents símbols presos de l'Apocalipsi de Sant Joan i d'altres textos de l'Antic Testament.

#### Timpà del pòrtic de la Glòria

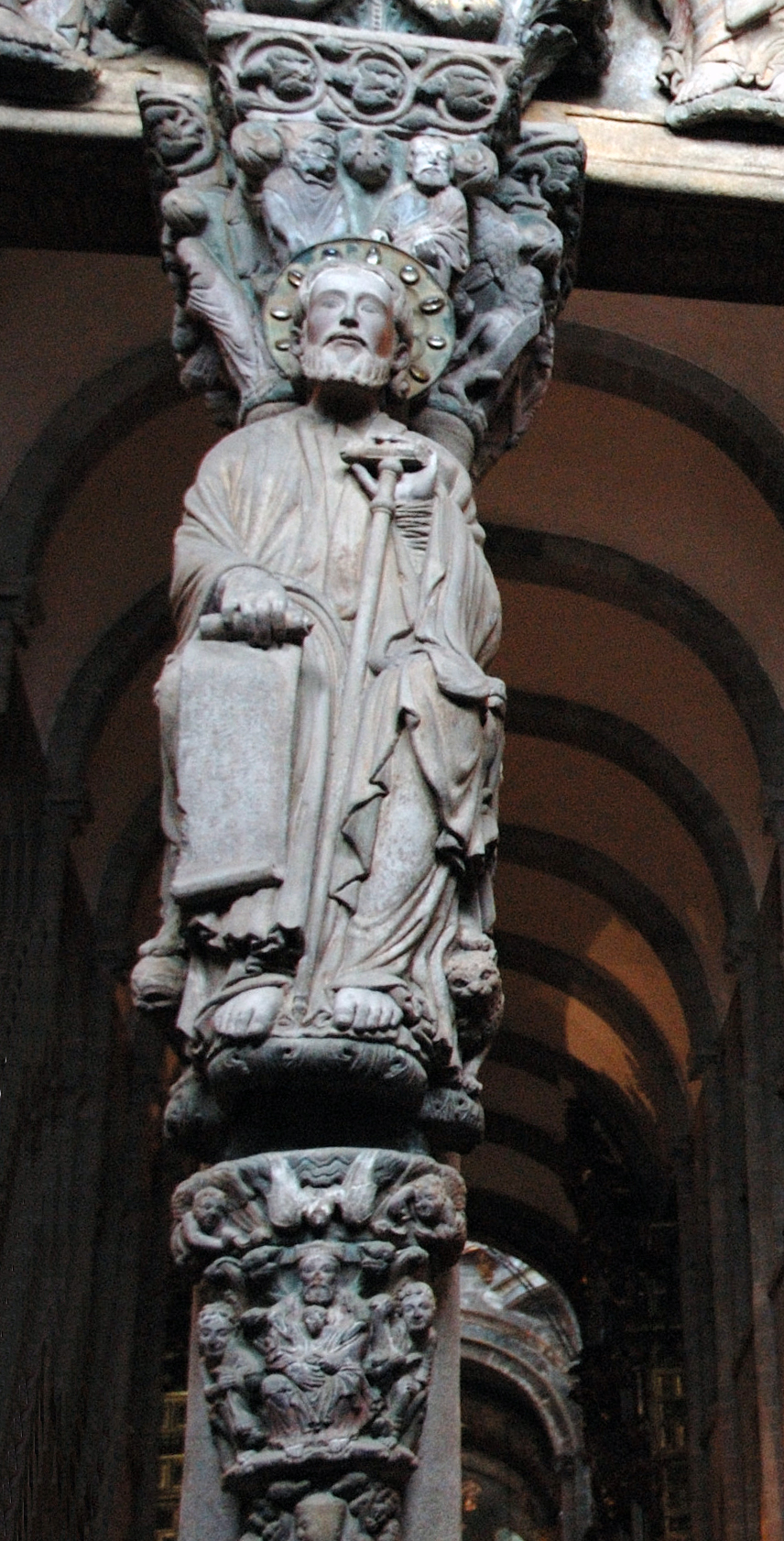
Mainell amb la figura de Sant Jaume

La disposició del timpà està basada en la descripció de Crist que fa l'evangelista Sant Joan a l'Apocalipsi (Cap. 1,1-18). Al centre, es mostra el Pantocràtor, amb la imatge de Crist en Majestat, mostrant a les mans i als peus les ferides de la crucifixió. Envoltant Crist, el Tetramorf amb les figures dels quatre evangelistes amb els seus atributs: a l'esquerra, Sant Joan i l'àguila a dalt, Sant Lluc amb el bou a baix; i a la dreta, Sant Mateu a dalt, i Sant Marc i el lleó a baix.
Als dos costats dels evangelistes, darrere Sant Marc i Sant Lluc, apareixen quatre àngels a cada costat amb els instruments de la Passió de Crist. Uns porten, sense tocar-los directament, la creu i la corona d'espines (a l'esquerra) i la llança i els quatre claus (a la dreta), d'altres, la columna en la qual va ser assotat, la gerra amb la qual es va rentar Ponç Pilat. Sobre els caps d'aquests àngels, dos nombrosos grups d'ànimes dels benaurats, quaranta en total. A l'arquivolta del timpà central es troben asseguts els vint-i-quatre ancians de l'Apocalipsi, sostenint cada un instrument musical, com preparant un concert en honor de Déu.

#### Mainell
Al mainell es troba la figura sedent de Sant Jaume Apòstol amb el bastó de pelegrí, com a patró de la basílica. Sant Jaume apareix amb un pergamí on està escrit Misit em Dominus (Em va enviar el Senyor). Sobre el seu cap, la columna acaba amb un capitell on es representen les temptacions de Crist en tres de les seves cares; a la que mira cap a l'interior del temple, resen dos àngels agenollats. Al peu del sant, hi ha un altre capitell amb les figures de la Santíssima Trinitat. Sota l'apòstol es representa l'arbre de Jesé, nom que rep l'arbre genealògic de Jesucrist des de Jesé, pare del rei David. Aquesta és la primera vegada que es representà a la península Ibèrica aquest tema en la iconografia religiosa. La columna reposa sobre una base on hi ha una figura amb barba sobre el pit (potser una imatge de Noè) i dos lleons. Al peu d'aquesta columna central però a la part superior interior cap a l'altar major de la catedral, hi ha la figura agenollada del mateix Maestro Mateo, sostenint un cartell en què està escrit Architectus. A aquesta imatge se la coneix popularment com «Santo dos croques».

#### Brancals

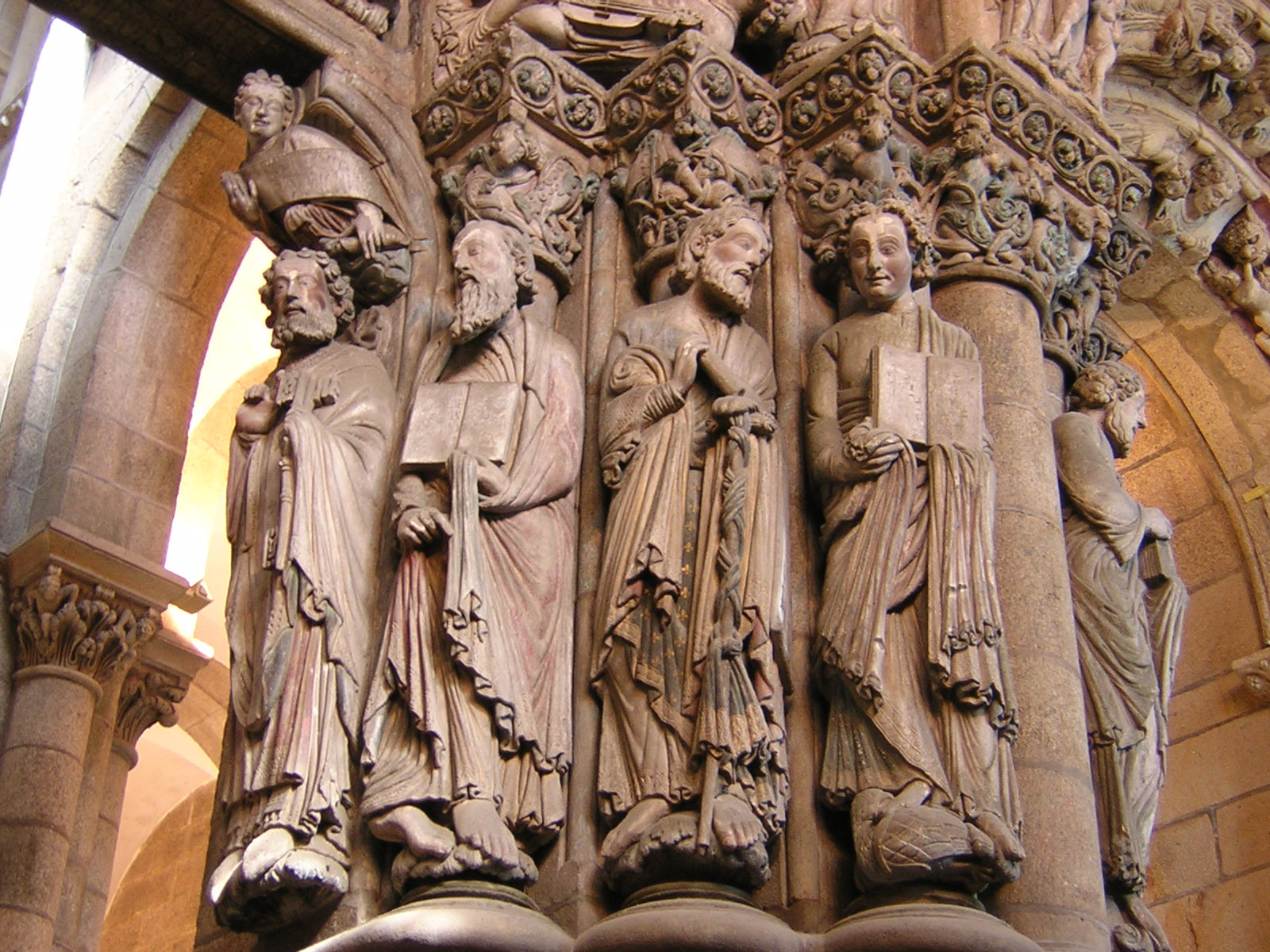
Apòstols d'un dels brancals del pòrtic

A les columnes de la porta central, així com a les dues portes laterals, apareixen representats apòstols, profetes i d'altres figures tots amb els seus atributs iconogràfics. Tots ells estan coronats amb el seu respectiu capitell on es representen diferents animals i d'altres caps humans amb motius de fulles. Tots es trobaven policromats i amb el seu nom inscrit als llibres o pergamins que sostenen a les seves mans.
Els quatre puntals del pòrtic estan sustentats sobre forts basaments on es representen grups de diversos animals i caps humans amb barba. Hi ha qui vol veure en aquestes figures imatges de dimonis, i que simbolitzen que el pes de la glòria (el pòrtic en aquest cas) esclafa al pecat. Altres fonts li donen una interpretació apocalíptica, amb guerres, fam i mort (representades per les bèsties), situacions que només es poden salvar gràcies a la intel·ligència humana (els caps dels homes ancians).

#### Portes laterals

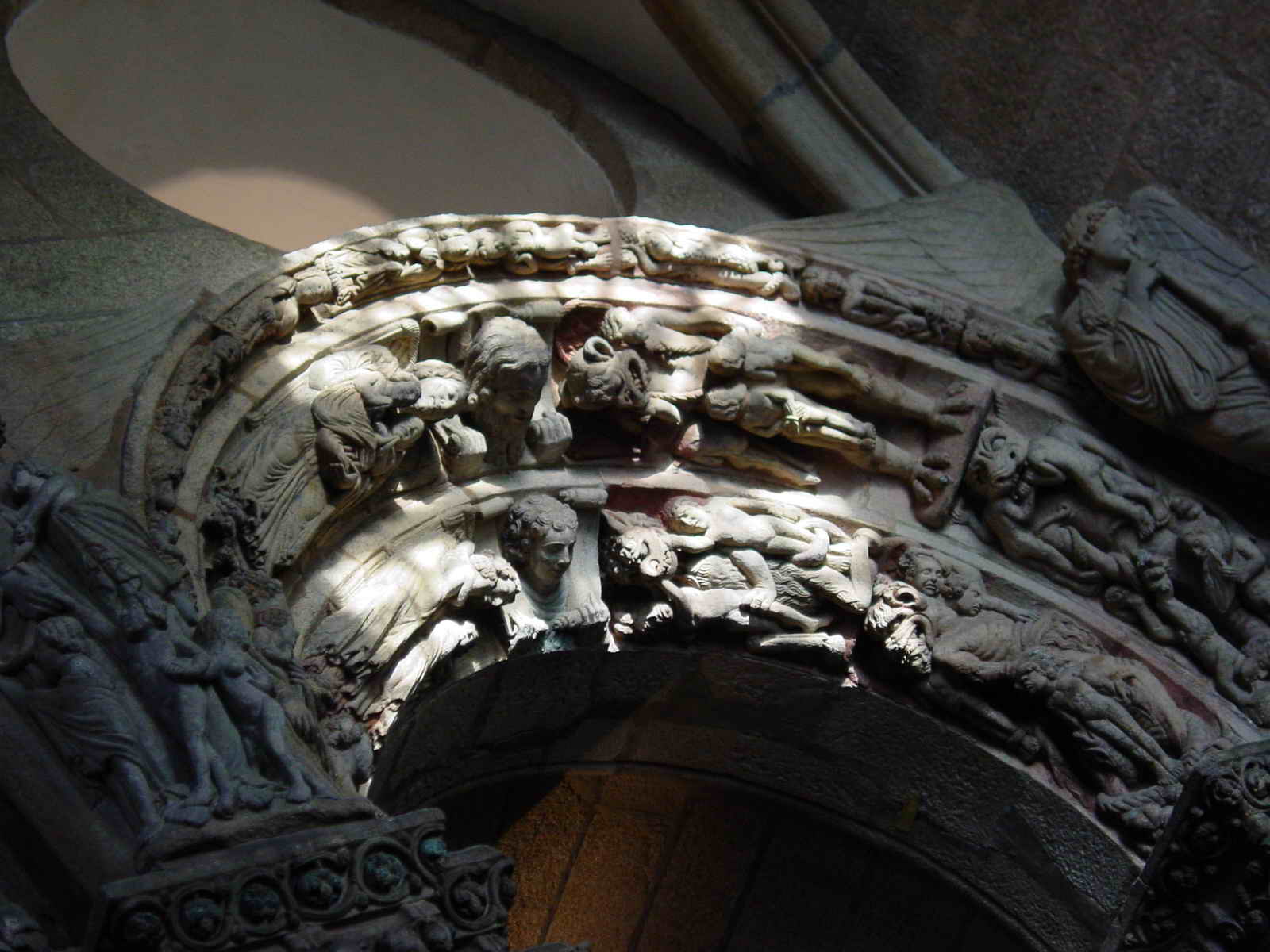
Arquivolta de porta dreta del Judici Final

L'arc de la porta dreta representa el Judici Final. La doble arquivolta està dividida en dues meitats per dos caps. Uns autors identifiquen aquests caps amb les figures de Sant Miquel Arcàngel i Crist, per a altres són Crist-Jutge i un àngel, i finalment, d'altres fonts indiquen que representen Déu Pare i Déu Fill. A la dreta d'aquests caps apareix representat l'infern, amb figures de monstres (dimonis) que arrosseguen i torturen les ànimes dels condemnats. A l'esquerra, el Cel amb els escollits, amb figures d'àngels amb infants que simbolitzen les ànimes salvades.
L'arc de la porta esquerra es representen escenes de l'Antic Testament, amb els justos que esperen l'arribada del Salvador. Al centre de la primera arquivolta, està Déu creador, que beneeix el pelegrí i sosté el llibre de la Veritat Eterna; i a la seva dreta Adam (nu), Abraham (amb l'índex aixecat) i Jacob. Amb aquests hi ha dues figures més que podrien ser Noè (nou pare de la humanitat per salvar-la del diluvi) i Esaú o amb Isaac i Judà. A l'esquerra de Déu veiem Eva, Moisès, Aaron, David rei i Salomó. A la segona arquivolta, la superior, deu petites figures representen les dotze tribus d'Israel.